# Hieronymus van Alphen
Hieronymus van Alphen (ur. 8 sierpnia 1746 w Goudzie, zm. 2 kwietnia 1803 w Hadze) – holenderski polityk, poeta i pisarz. Napisał też 11 opowiadań dla dzieci.

## Życiorys
Gdy Van Alphen miał 4 lata, jego ojciec zmarł. Razem z matką przeprowadził się do Utrechtu. Studiował literaturę w Lejdzie, gdzie poddał się urokowi pietyzmu. W roku 1768 Van Alphen został adwokatem (advocaat) w Utrechcie. W roku 1772 ożenił się z Johanną Marią van Goens, która zmarła trzy lata później przy porodzie trzeciego dziecka. W 1780 roku Van Alphen został prokuratorem generalnym (procureur-generaal). Jego kolejną żoną została Catharina Geertruyda van Valkenburg, z którą miał dwoje dzieci. W 1789 został pensjonariuszem Lejdy (stadspensionaris), prawnikiem doradzającym burmistrzowi- stadsbestuur'owi. Później powierzono mu pieczę nad skarbem całej Republiki Zjednoczonych Prowincji („generalny skarbnik” – Thesaurier-generaal). Van Alphen jako oranżysta pozostał przy stanowiskach nawet po obaleniu republiki w roku 1795. W okresie od 1794 do 1799 zmarło mu trzech? dwóch? synów i jeden wnuk. Van Alphen zmarł w 1803 roku.

## Dzieła
- Proeve van stichtelijke mengel-poëzij (1771, wznowienia: 1772, 1773, 1782)
- Klaagzang (1775)
- Gedigten en overdenkingen (1777)
- Kleine gedigten voor kinderen (1778: I i II cz., 1782: III,IV,V,VI,VII, VIII,IX,X i XI cz.)
- Digtkundige verhandelingen (1782)
- De waare volksverlichting met opzigt tot godsdienst en staatkunde beschouwd (1793)
- Kleine bijdragen tot bevordering van wetenschap en deugd (1796)
- Predikt het evangelium allen creaturen (1801)
- bewerking van F.J. Riedels Theorie der schoone kunsten en wetenschappen (2 wydania 1778 i 1780)
- Proeve van liederen en gezangen voor den openbaaren godsdienst (2 wydania 1801-1802)